# Bernard Borderie
Bernard Borderie (París 10 de juny de 1924 - 28 de maig de 1978) fou un guionista i director de cinema francès, fill del també director Raymond Borderie, un dels productors de Les Enfants du Paradis (1945).
Va tenir èxit a la dècada de 1950 posant en escena Eddie Constantine com l'agent de la CIA, Lemmy Caution, i a Lino Ventura com a "Gorilla". Durant els anys seixanta va dirigir pel·lícules de capa i espasa, amb Gérard Barray en els papers d'Artagnan i Pardaillan, i amb Michèle Mercier interpretant les cinc pel·lícules de la sèrie Angélique que es convertirien en clàssics. La seva carrera va acabar als anys 70 quan es va dedicar a la televisió amb telenovel·les històriques com Salvator et Les Mohicans de Paris o Gaston Phébus.
Va morir de càncer als 53 anys. El seu pare li va sobreviure quatre anys.

## Filmografia

### Ajudant de direcció
- 1946: Les Malheurs de Sophie de Jacqueline Audry
- 1946: Le Visiteur de Jean Dréville
- 1947: Les amoureux sont seuls au monde d'Henri Decoin
- 1948: L'Armoire volante de Carlo Rim
- 1949: Au grand balcon d'Henri Decoin

### Director
- 1950: La Fabrication du savon, curtmetratge
- 1951: Bon voyage mademoiselle, curtmetratge
- 1951: Les loups chassent la nuit
- 1953: La Môme vert-de-gris
- 1954: Rendez-vous avec Paris, curtmetratge
- 1954: Les femmes s'en balancent
- 1955: Fortune carrée
- 1956: Tahiti ou la Joie de vivre
- 1957: Ces dames préfèrent le mambo
- 1958: Le Gorille vous salue bien
- 1959: Délit de fuite
- 1959: La Valse du Gorille
- 1960: Sergent X
- 1960: Comment qu'elle est ?
- 1960: Le Caïd
- 1961: Lemmy pour les dames
- 1961: Les Trois Mousquetaires
- 1962: Le Chevalier de Pardaillan
- 1963: Rocambole
- 1963: À toi de faire... mignonne
- 1963: Hardi ! Pardaillan
- 1964: Angélique, marquesa dels àngels
- 1965: Angélique et le Roy
- 1965: Meravellosa Angélique
- 1966: Brigade antigangs
- 1967: Indomable Angélique
- 1967: Sept Hommes et une garce
- 1968: Angélique i el sultà
- 1969: Catherine, il suffit d'un amour
- 1972: À la guerre comme à la guerre
- 1975: Jo Gaillard (sèrie)
- 1975: Salvator et les Mohicans de Paris (sèrie)
- 1976: Les Douze Légionnaires (sèrie)
- 1976: Ces beaux messieurs de Bois-Doré (minisèrie)
- 1978 : Gaston Phébus (minisèrie)